# Verwaltungsgemeinschaft Am Brahmetal

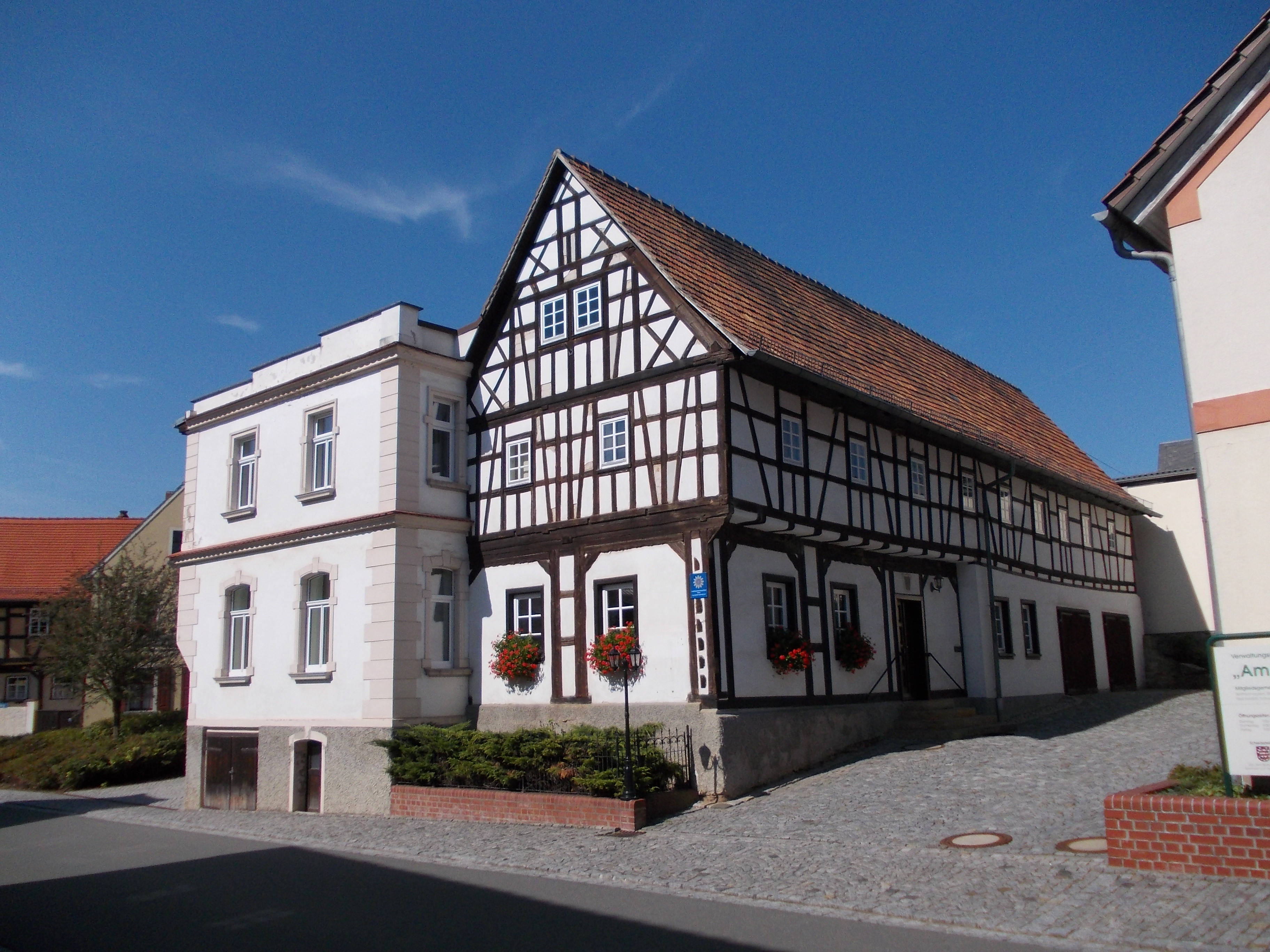
Sitz der Verwaltungsgemeinschaft in Großenstein

In der Verwaltungsgemeinschaft Am Brahmetal im thüringischen Landkreis Greiz haben sich acht Gemeinden zur Erledigung ihrer Verwaltungsgeschäfte zusammengeschlossen. Sitz der Verwaltungsgemeinschaft ist Großenstein.

## Die Gemeinden
Einwohnerzahl der Gemeinden (Stand: 31. Dezember 2023):
| Gemeinde     | Einwohner |
| ------------ | --------- |
| Bethenhausen | 220       |
| Brahmenau    | 901       |
| Großenstein  | 1200      |
| Hirschfeld   | 96        |

| Gemeinde   | Einwohner |
| ---------- | --------- |
| Korbußen   | 428       |
| Pölzig     | 1075      |
| Reichstädt | 329       |
| Schwaara   | 131       |

- Datenquelle: Thüringer Landesamt für Statistik

## Geschichte
Die Verwaltungsgemeinschaft wurde am 2. Mai 1991 unter dem Namen Oberes Sprottetal gegründet. Mitglieder waren damals die Gemeinden Großenstein und Reichstädt. Am 3. Februar 1995, als sich die Verwaltungsgemeinschaft von Oberes Sprottetal in Am Brahmetal umbenannte, traten die übrigen bis zu diesem Zeitpunkt selbständigen Gemeinden bei.

### Einwohnerentwicklung
Entwicklung der Einwohnerzahl (Stand jeweils 31. Dezember):
| - 1994: 1.809 - 1995: 4.896 - 1996: 5.094 - 1997: 5.227 - 1998: 5.331 - 1999: 5.426 | - 2000: 5.434 - 2001: 5.460 - 2002: 5.453 - 2003: 5.426 - 2004: 5.398 - 2005: 5.338 | - 2006: 5.192 - 2007: 5.190 - 2008: 5.084 - 2009: 5.021 - 2010: 4.955 - 2011: 4.899 | - 2012: 4.839 - 2013: 4.766 - 2014: 4.736 - 2015: 4.635 - 2016: 4.640 - 2017: 4.600 | - 2018: 4.556 - 2019: 4.512 - 2020: 4.495 - 2021: 4.489 - 2022: 4.426 - 2023: 4.380 |

 Datenquelle: Thüringer Landesamt für Statistik